# Тиссё
Ти́ссё (дат. Tissø, Tisøe) — проточное озеро в Зеландии на востоке Дании. Четвертое по величине пресноводное озеро страны, после Арресё, Эсрум-Сё и Моссё. С конца XIX века озеро зарегулировано плотиной в месте вытекания реки Халлебю-О.
Название озера происходит либо от Tī, древнедатского имени Тюра, либо от tī — древнедатского слова обозначающего любого языческого бога как такового.
Тиссё находится на территории коммуны Калуннборг в западной части острова Зеландия. Площадь озера составляет 12,7 км². Наибольшая глубина — 13 м. Для уровня воды характерны сильные колебания, что приводит к обводнению и заболачиванию обширных прибрежных лугов и тростниковых зарослей весной и их пересыханию летом. При этом к осени вода зачастую опускается настолько низко, что бережная зона оголяется до песчано-каменного дна. Сток из Тиссё идёт на запад в одну из бухт Большого Бельта по реке Халлебю-О, пересекающей озеро с севера на юго-запад.
Озеро и прилегающая местность примечательны богатой орнитофауной, особенно эти места важны для водоплавающих птиц, таких как: поганки, например чомга, серый гусь, канадская казарка, лебедь-шипун, лебедь-кликун, лысуха, различные нырки и утки.